# Xbox Series
Xbox Series X und Xbox Series S sind von Microsoft entwickelte stationäre Spielkonsolen und Nachfolger der Xbox One, zu der sie abwärtskompatibel sind. Die Xbox Series X wurde auf der Electronic Entertainment Expo (E3) am 9. Juni 2019 vorgestellt und die Xbox Series S wurde nach einem Leak am 8. September 2020 von Microsoft über Twitter offiziell bestätigt. 
Die Konsolen stehen in Konkurrenz zu Sonys Konsole PlayStation 5. Wie schon der Vorgänger sind auch die stationären Konsolen der neunten Generation hinsichtlich ihrer Leistungsfähigkeit und Funktionalität nicht mehr direkt mit der hybriden Nintendo Switch und ihrem Nachfolger vergleichbar. 
Bis Februar 2025 wurden über 29 Millionen Konsolen ausgeliefert.

## Geschichte
Bereits vor der E3 2019 kamen zunehmend Gerüchte auf, dass Microsoft den Nachfolger der Xbox One vorstellen wird. Teils befeuerte Microsoft diese Spekulationen selbst, indem kryptische Hinweise über den Kurznachrichtendienst Twitter und ein nicht genau spezifizierter Countdown veröffentlicht wurden.
Die Konsole wurde im Sommer 2019 während der Microsoft-Pressekonferenz im Rahmen der E3 (damals noch mit dem Projektnamen Project Scarlett) erstmals vorgestellt. Am 12. Dezember 2019 wurde auf der Preisverleihung The Game Awards 2019 erstmals das Design und der endgültige Name Xbox Series X bekannt gegeben.
Am 8. September 2020 kündigte Microsoft die Xbox Series S nach einem Leak offiziell auf Twitter an.
Der weltweite Erscheinungstermin der beiden Konsolen war am 10. November 2020. Die unverbindliche Preisempfehlung (UVP) der Series X beträgt 499,99 € und die der Series S 299,99 €. Die technischen Details der Xbox Series X wurden am 16. März 2020 veröffentlicht.

## Modelle

### Xbox Series X

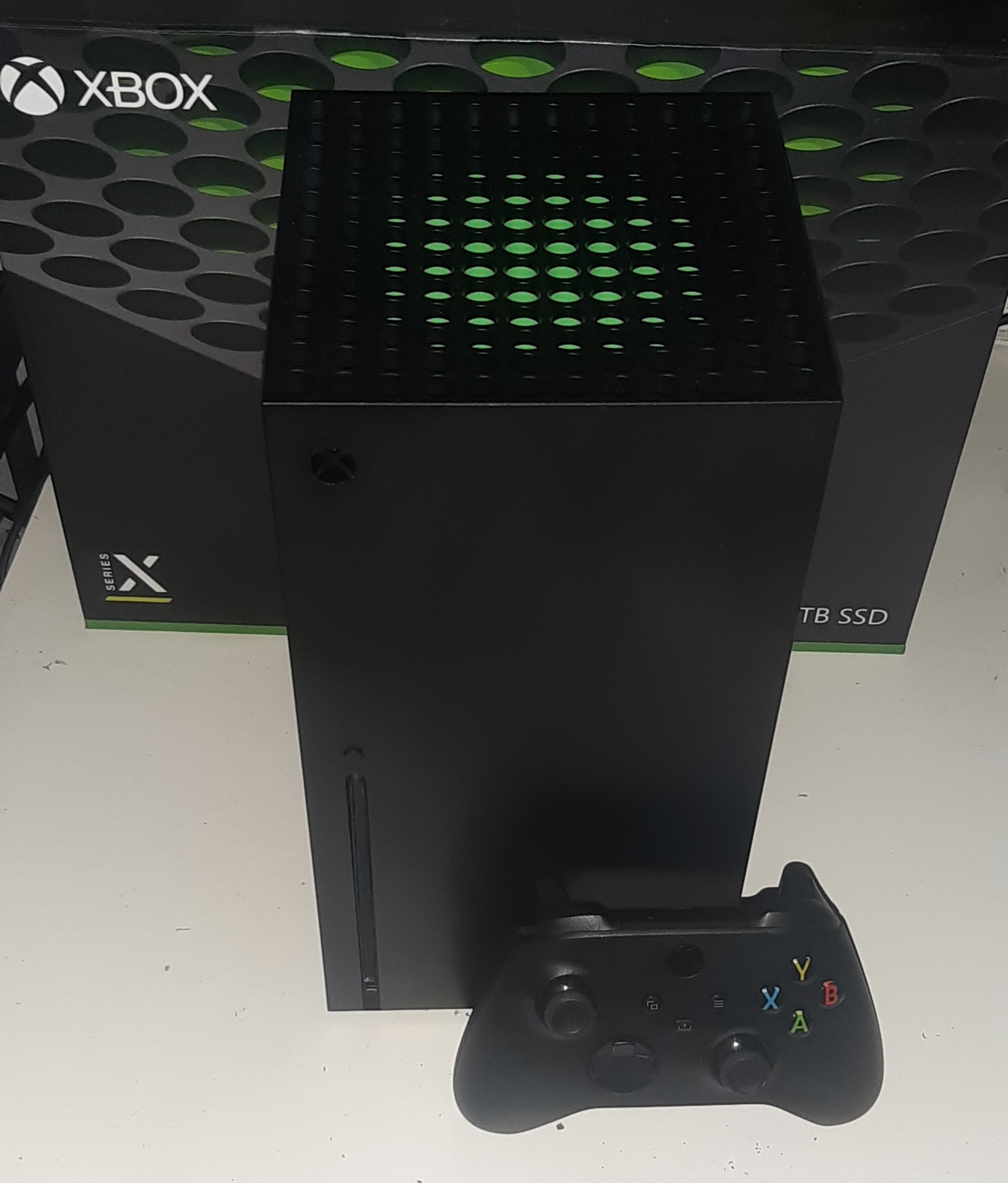
Xbox Series X mit Gamepad

#### Hardware
Die Hardware basiert auf einer CPU- und GPU-Kombination (APU) der AMD Navi- und Zen-2-Architektur. Die APU hat eine Frequenz von 3,66 GHz (8 Kerne/16 Threads) bzw. 3,8 GHz (8 Kerne/kein SMT). Dies ermöglicht die hardwareseitige Unterstützung von Raytracing (RDNA 2 mit DXR-Tier-1.1). Der verwendete Arbeitsspeicher ist vom Typ GDDR6 und 16 GB groß. 10 GB des Speichers sind mit 560 GByte/s, 6 GB des Speichers sind mit 336 GByte/s angebunden. Die Konsole verfügt zudem über eine interne NVMe-SSD, mit einer Anbindung von 2,4 GByte/s die zusätzlich als virtueller Arbeitsspeicher benutzt werden kann. Die interne SSD ist nicht austauschbar, optional lässt sich der Speicher über einen proprietären Slot an der Rückseite mit einer externen SSD erweitern, die in Zusammenarbeit mit Seagate entwickelt wurde. Es sollen Auflösungen von bis zu 8K und eine Bildwiederholungsrate von bis zu 120 fps möglich sein, wobei erstmals im Konsolenumfeld auch variable Frequenzen explizit unterstützt werden. Laut Angaben des Herstellers verfügt sie über die vierfache Rechenleistung der Xbox One X.
Zur Wiedergabe von Ultra HD Blu-rays, Blu-rays, DVDs und CDs besitzt die Konsole ein 4K-Ultra-HD-Bluray-Laufwerk. Eine externe Festplatte kann über USB 3.2 angeschlossen werden.
Die maximale Leistungsaufnahme der Konsole beträgt 315 Watt (12 V * 21,25 A = 255 Watt) inklusive (12 V * 5 A = 60 Watt) periphere Leistungsaufnahme.

#### Grafikprozessor
Die Chip-Größe beträgt 360,45 mm², welche bei TSMC in einem 7-nm-Enhanced-Prozess gefertigt werden. Die Grafikeinheit besteht aus 56 Compute Units (CUs) mit 3584 Shader-Kernen. 3328 nutzbare Shader-Kerne (52 aktive CUs) kommen mit einem konstanten GPU-Takt von 1825 MHz auf 12,15 TeraFlops FP32-Rechenleistung.
Die Zielleistung der Xbox Series X ist das Rendern bei einer Auflösung von 4k mit 60 Bildern pro Sekunde. Microsoft gab an, dass die Konsolen-CPU viermal so leistungsfähig wie die Xbox One X sein wird, einschließlich der Unterstützung von Echtzeit-Raytracing, dem Rendern von bis zu 120 Bildern pro Sekunde und einer Auflösung von 8K über den HDMI-2.1-Standard. Die Konsole wird auch neue Funktionen des HDMI-2.1-Standards unterstützen, einschließlich variabler Aktualisierungsrate (VRR) und Auto Low Latency Mode (ALLM), die derzeit in neuere Fernseher eingebaut werden. Die Konsole wird über eine spezielle Audio-Hardware-Beschleunigung verfügen. Eine Funktion namens „Audio-Ray-Tracing“ wird die Grafik-Ray-Tracing-Prozessoren nutzen, um räumliche Audiodaten auf die gleiche Weise zu verarbeiten, um die Audio-Immersion für den Spieler zu verbessern. Des Weiteren werden die Xbox Series X wie auch die Series S als erste Konsolen Dolby Vision unterstützen.

#### Design
Das Design der Xbox Series X weist die Form eines Quaders auf, der auf der oberen Seite ein leicht konkaves Lüftungsgitter besitzt. Die Abmaße betragen 151 mm × 151 mm × 301 mm (B×T×H) bei einem Gewicht von 4,45 kg. Die Konsole kann sowohl horizontal als auch vertikal aufgestellt werden.

### Xbox Series S

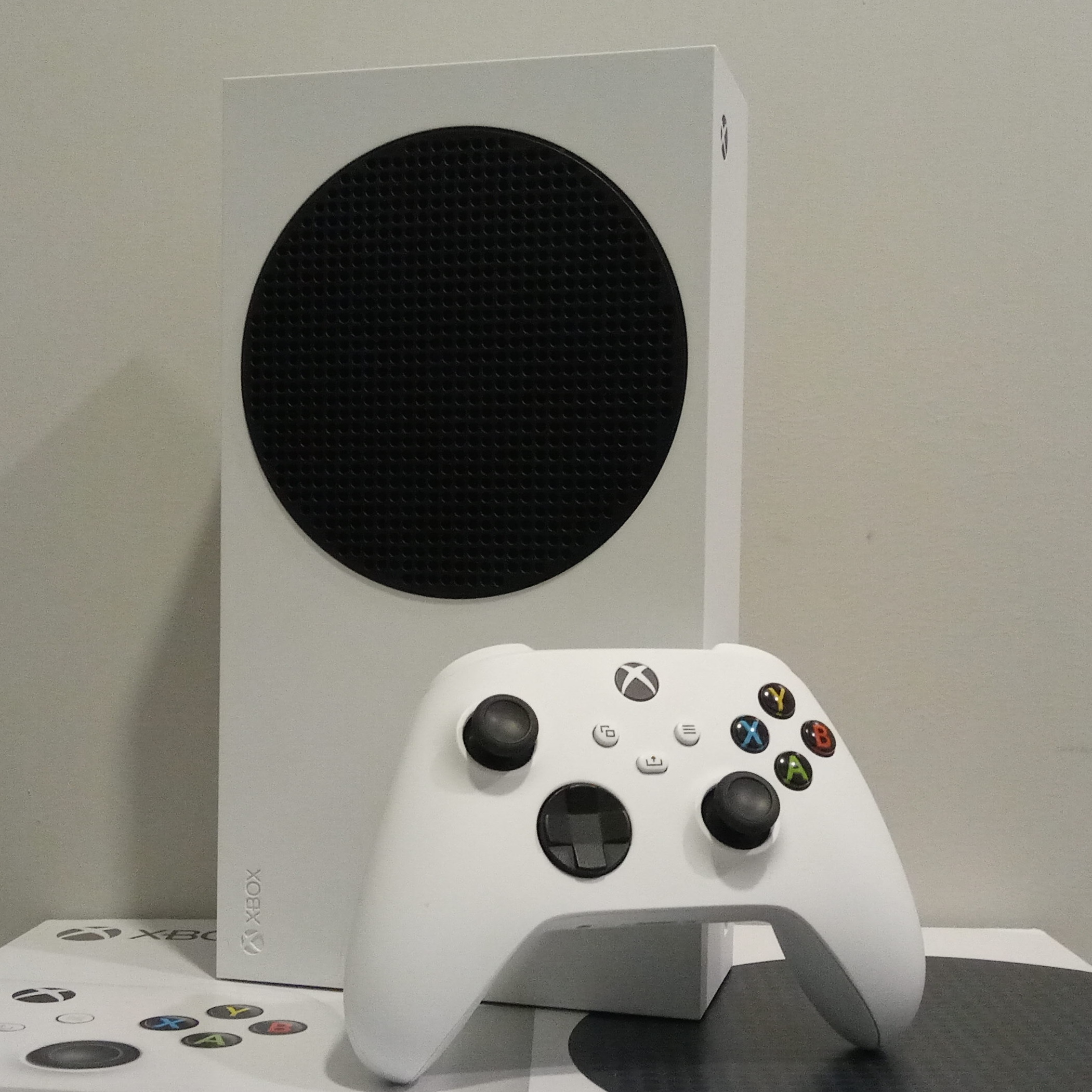
Xbox Series S mit Gamepad

Die Xbox Series S ist die leistungsschwächere und günstigere Konsole dieser Xbox-Konsolengeneration. Im Vergleich zur Series X hat die Series S die gleiche CPU mit einer etwas niedrigeren Taktfrequenz und besitzt eine etwa 67 % langsamere GPU. Die Series S verfügt über einen 10-GB-GDDR6-Arbeitsspeicher und eine 512-GB-SSD-Speichereinheit. Sie soll Spiele mit 1440p mit bis zu 120 Bildern pro Sekunde wiedergeben. Außerdem kann sie bei ausgewählten Spielen die native Auflösung von 1440p auf 4K hochskalieren, z. B. Ori and the Will of the Wisps. Die Konsole unterstützt das von DirectX 12 hardwarebeschleunigte Echtzeit-Raytracing und Variable Rate Shading sowie Mesh Shader.
Microsoft hat die Series S so konzipiert, dass sie in eine kleine Tasche oder einen Rucksack passt, damit sie portabel ist und auch auf Reisen verwendet werden kann. Die Series S ist vom Volumen her etwa 60 % kleiner als die Series X und misst in der vertikalen Ausrichtung 275 mm × 151 mm × 63,5 mm. In dieser Ausrichtung befindet sich an der großen Seitenfläche die große Abluftöffnung für die aktive Luftkühlung; weitere Lüftungsöffnungen befinden sich an der Oberseite der Series S. Wie bei der Series X befinden sich an der Vorderseite der Series S ein USB-Anschluss und eine Controller-Pairing-Taste mit integriertem IR-Empfänger. Auf der Rückseite der Konsole befinden sich der Stromanschluss, ein HDMI-Anschluss, zwei weitere USB-Anschlüsse, ein Ethernet-Anschluss sowie ein Anschluss für die Speichererweiterungskarte. Wie die Series X kann auch die Series S horizontal mit der Abluftöffnung nach oben aufgestellt werden, um den Luftstrom aufrechtzuerhalten. Die Series S wird in einem mattweißen Gehäuse zusammen mit einem passenden Controller ausgeliefert, wodurch sie sich vom mattschwarzen Gehäuse der Series X unterscheidet.
Bei der Series S wurde auf das Disc-Laufwerk verzichtet, stattdessen können Inhalte nur digital über den Microsoft-Store heruntergeladen werden. Ansonsten bietet die Series S die gleichen Funktionen und Anschlüsse wie die Xbox Series X. Die Konsole erschien zur Markteinführung mit einer unverbindlichen Preisempfehlung von 299,99 Euro in der EU bzw. 299,99 CHF in der Schweiz.
Am 11. Juni 2023 wurde auf einem Xbox-Showcase eine schwarze Version der Xbox Series S vorgestellt. Sie hat mit einem Terabyte einen größeren verbauten Speicher als die weiße Version und erschien am 1. September 2023 zum Preis von 349,99 €.

### Modellübersicht
| Komponente             | Series X                                                                                               | Series S                                                                                                 |
| ---------------------- | --- | --- |
| Hauptprozessor (CPU)   | Herstellerspezifischer Zen-2-Prozessor mit 8 Kernen bei 3,8 GHz (3,66 GHz mit SMT)                     | Herstellerspezifischer Zen-2-Prozessor mit 8 Kernen bei 3,6 GHz (3,4 GHz mit SMT)                        |
| Grafikprozessor (GPU)  | Herstellerspezifischer RDNA 2 52 CUs bei 1,825 GHz 12,15 TFLOPS                                        | Herstellerspezifischer RDNA 2 20 CUs bei 1,565 GHz 4 TFLOPS                                              |
| Arbeitsspeicher        | 16 GB GDDR6 mit 320-Bit-Bus-Anbindung (10 GB mit 560 GB/s, 6 GB mit 336 GB/s)                          | 10 GB GDDR6 (8 GB mit 224 GB/s, 2 GB mit 56 GB/s)                                                        |
| Interner Speicher      | Herstellerspezifische NVMe-SSD 1 TB PCIe Gen 4 (nur 802 GB nutzbar) 2,4 GB/s roh, 4,8 GB/s komprimiert | Herstellerspezifische NVMe-SSD 512 GB PCIe Gen 4 (nur 364 GB nutzbar) 2,4 GB/s roh, 4,8 GB/s komprimiert |
| Erweiterbarer Speicher | 512-GB-, 1-TB-, 2-TB-Erweiterungskarten, exklusiv über Seagate                                         | 512-GB-, 1-TB-, 2-TB-Erweiterungskarten, exklusiv über Seagate                                           |
| Externer Speicher      | Unterstützung für externe USB-3.2-Festplatten                                                          | Unterstützung für externe USB-3.2-Festplatten                                                            |
| Optisches Laufwerk     | 4K-UHD-Blu-Ray-Laufwerk                                                                                | keines                                                                                                   |
| Zielleistung           | 4K-Auflösung bei 60 fps, bis zu 120 fps                                                                | 1440p bei 60 fps, bis zu 120 fps                                                                         |
| Größe                  | 301 mm × 151 mm × 151 mm                                                                               | 275 mm × 151 mm × 63,5 mm                                                                                |

## Xbox Wireless Controller

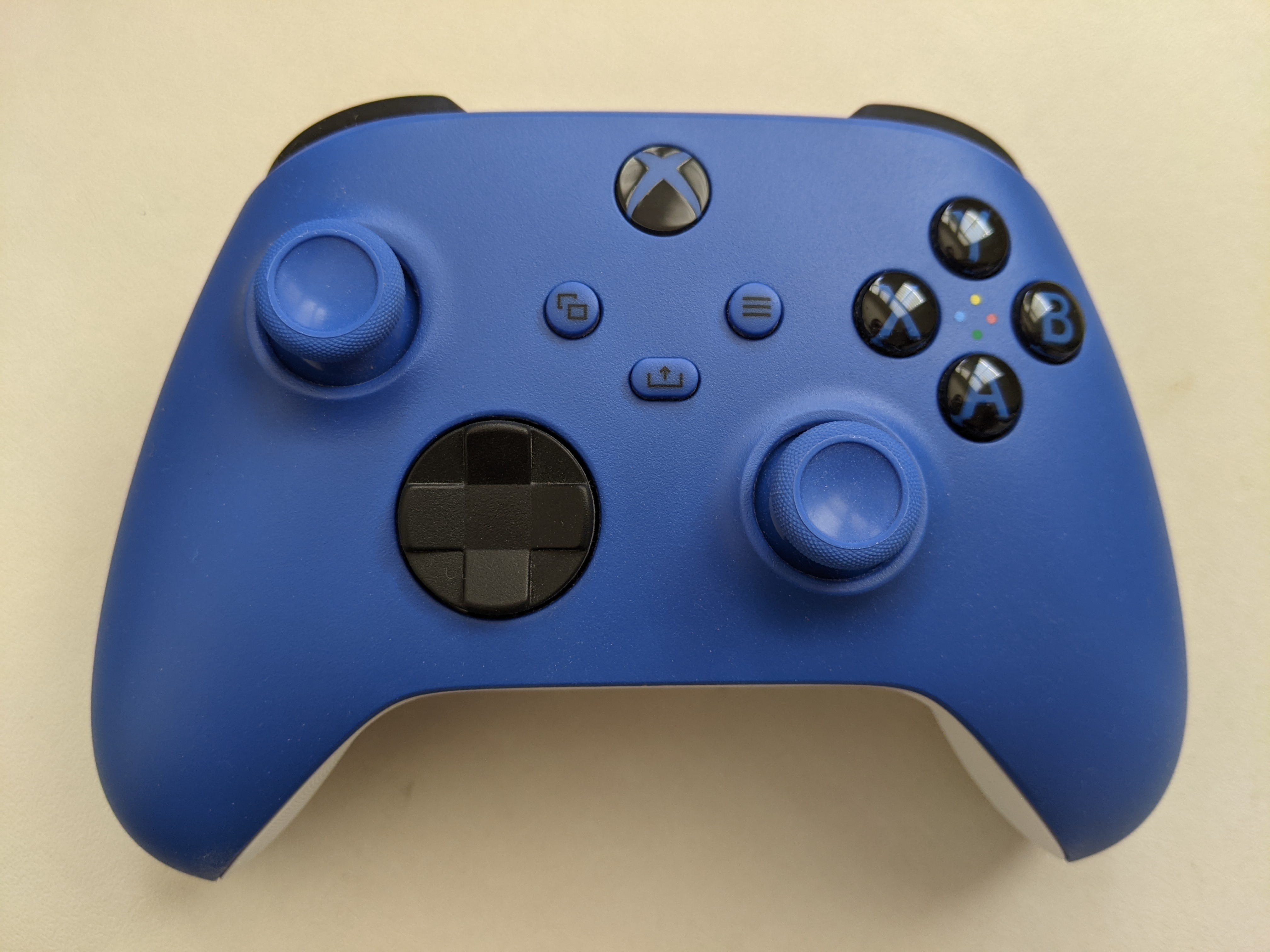
Der Xbox Wireless Controller für die Xbox Series X/S (Model 1914) in der Farbe Schockblau

Der Xbox Wireless Controller wurde leicht überarbeitet. In der Mitte des Controllers bzw. unterhalb der Xbox-Taste befindet sich nun der Share-Button (auch Freigabe-Taste genannt). Mit dem Share-Button kann der Spieler während des Spielens entweder einen Screenshot oder ein Video vom Videospiel aufnehmen und in den sozialen Medien veröffentlichen. Des Weiteren verfügt der Controller über ein neues Steuerkreuz, welches an das Steuerkreuz des Xbox Elite Wireless Controllers angelehnt ist. Zudem ist der Controller mit einer neuen Grip-Oberfläche versehen und die Schultertasten sind schmaler. Darüber hinaus hat der Controller nun einen USB-C-Ladeanschluss.
Der Controller wird weiterhin mit zwei AA-Batterien betrieben, wobei er mit einer Laufzeit von bis zu 40 Stunden angegeben ist. Microsoft bietet zudem einen wiederaufladbaren Akkupack als Zubehör an; mit einer angegebenen Laufzeit von bis zu 30 Stunden. Microsoft fand bei einer Studie heraus, dass die Spieler geteilter Meinung waren, ob der Controller entweder mit Batterien oder einem Akku genutzt werden sollte. Microsoft gibt dem Spieler daher die Option, beides zu verwenden.
Der Controller verwendet das gleiche drahtlose Protokoll, das mit der Xbox One eingeführt wurde, und abwärtskompatibel mit Xbox-One-Konsolen ist. Die Xbox-One-Controller sind auch mit den Xbox-Series-Konsolen kompatibel. Der Xbox-Series-Controller unterstützt auch Bluetooth Low Energy, so dass er mit mobilen Geräten und anderer Hardware, die diesen Standard unterstützt, gekoppelt werden kann.

## Launchtitel
Alle offiziellen Launchtitel der Xbox Series X/S, die am 10. November für die neuen Konsolen erschienen:

- Apex Legends
- Assassin’s Creed Valhalla
- Borderlands 3
- Bright Memory 1.0
- Cuisine Royale
- Dead by Daylight
- Destiny 2
- Devil May Cry 5 Special Edition
- Dirt 5
- Enlisted
- Evergate
- Fortnite
- Forza Horizon 4
- Gears 5
- Gears Tactics
- Grounded
- King Oddball
- Madden NFL 21
- Maneater
- Manifold Garden
- Marvel’s Avengers
- NBA 2K21
- No Man’s Sky
- Observer: System Redux
- Ori and the Will of the Wisps
- Planet Coaster: Console Edition
- Sea of Thieves
- Star Wars: Squadrons
- Tell Me Why
- The Falconeer
- The Touryst
- Tetris Effect: Connected
- War Thunder
- Warhammer Chaosbane: Slayer Edition
- Watch Dogs Legion
- WRC 9 FIA World Rally
- Championship
- Yakuza: Like a Dragon
- Yes, Your Grace

Des Weiteren ist der Xbox Game Pass in der Vermarktung der Xbox Series X/S stark eingebunden.

## Abwärtskompatibilität
Microsoft hat sich seit Mitte der Xbox-One-Generation verstärkt um Abwärtskompatibilität bemüht. Die Xbox-Series-Konsolen sind abwärtskompatibel zu fast allen Xbox-One-Spielen (wobei die Series X die Titel, wenn entsprechend angepasst, in der Xbox One X-Fassung wiedergibt), zu vielen Xbox-360-Spielen und einigen ausgewählten originalen Xbox-Spielen. Teilweise sind die Spiele durch die technischen Möglichkeiten der Xbox Series grafisch aufgewertet und/oder laufen mit einer höheren Bildfrequenz (FPS-Boost).

## Entwicklung
Die Entwicklung von Spielen für die Xbox erfolgt ohne größere Optimierungen wie bei Spielen für die Windows-Plattform. Die Basis für das Xbox-Betriebssystem ist bei den Xbox-Series-Modellen Microsoft Windows 10 Core. Die Hardwarebasis der Konsole entspricht der gleichen Plattform wie für die PlayStation 5, bis hin zur Prozessor- und GPU-Architekturgeneration von AMD. Auch das Steam Deck basiert auf dieser Plattform; wegen des Handheld-Formats in verkleinerter Variante mit Abstrichen bei der Grafikleistung.
Geringfügige Unterschiede bestehen lediglich in der Zahl der jeweils verfügbaren CUs, der Taktfrequenz des Prozessors und der Bus-Anbindung des bei beiden Konsolen gleich großen Arbeitsspeichers. All diese Unterschiede haben keinen Einfluss auf die Spielentwicklung, da sich die Systeme von Sony und Microsoft gegenüber dem Entwickler als baugleich präsentieren. Microsoft und der Konkurrent Sony, sowie das Steam Deck von Valve, bilden damit einen Marktstandard für Konsolenhardware.
Diese technische Positionierung vereinfacht massiv die Entwicklung eines einzigen Spiels für alle drei Zielplattformen und spart Portierungsaufwand. Aber auch Spiel-Engines wie Unity, Unreal und die CryEngine, die den Industriestandard darstellen, bieten von Haus aus den Build des gleichen Spiels für diese Plattformen an.

### Grafik
Neben der industrieeinheitlichen Programmierung auf dem offenen Standard Vulkan bietet die Xbox-Plattform weiterhin Kompatibilität mit Spielen auf der Basis von DirectX.

## Energieverbrauch
Der Energieverbrauch der Xbox Series X ist deutlich höher als der ihrer Vorgänger. Sie verbraucht bis zu 209 Watt, abhängig von der verwendeten Software. Der Stromverbrauch im Online-Betrieb ist deutlich höher als im Offline-Betrieb.

## Lautstärke
Die Xbox Series X und die Series S sind im Vergleich zu ihren Vorgängern deutlich leiser geworden. Die Lautstärke auf Volllast liegt bei beiden Konsolen bei 0,2 Sone.